# Karmelietenkerk (Brugge)

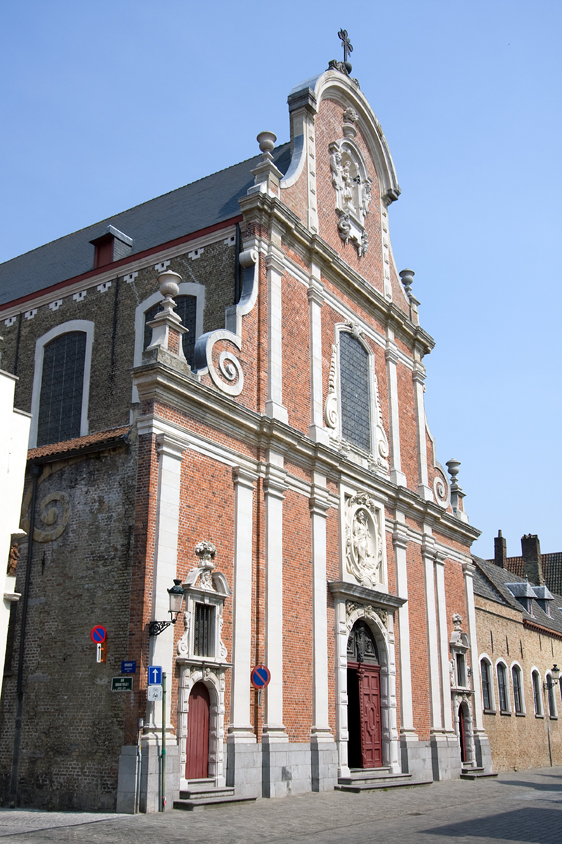
De Karmelietenkerk langs de Ezelstraat.

De Karmelietenkerk is een kerk in het centrum van de Belgische stad Brugge.

## Geschiedenis
De bouw van deze barokke kloosterkerk begon op 3 juli 1688 en duurde tot 24 juni 1691. Het klooster van de Ongeschoeide Karmelieten was echter al in de Brugse Ezelstraat te vinden in 1633. Het kloosterarchief beschikt over vele documenten met informatie over de bouw van de kerk. Het belangrijkste is Digna Novae Ecclesiae Epitome. Het plan voor de kerk werd gemaakt door karmelietenbroeder Patriek van de heilige Hubertus (alias Theodoor de Haze) geboren te Antwerpen in 1645 en overleden te Rome in 1689. Zoals de gevel het laat vermoeden, voorzag het oorspronkelijk plan drie beuken en een dwarsbeuk. Dit plan werd verworpen door de Generaaloverste in Rome. De twee zijbeuken zijn er maar gekomen in 1913. De westgevel is gebouwd met bakstenen en sierelementen van witsteen. Boven het middenportaal vindt men een medaillon van Sint-Jan de Doper, de patroonheilige van de kerk. Het fronton toont een beeld van Sint Jozef.
Het metselwerk werd toevertrouwd aan karmelietenbroeder Michiel van de heilige Ignatius (alias Michiel van Troostenberghe). Alle houtsculpturen (lambrisering, preekstoel, communiebank, doksaal) zijn het werk van karmelietenbroeder Victor van de heilige Jacob (alias Jacob de Coster). Het is slechts door de mildheid van Jean-Baptist van Altere, schepen van het Brugse Vrije, dat het mogelijk werd om deze monumentale kerk te bouwen. Om hieraan te herinneren vindt men in de linkerbeuk een beeld dat hem voorstelt als Sint-Jan de Doper met daaronder de Latijnse tekst: D. O. M. et aeternae memoriae nobil. d(omi)ni Jo(ann)is Bapt(istae) Van Altere qui has sacras aedes christi praecursori ac nutritio proprio aere erexit patres carm(elitae) excalceati 1691 posuerunt ac 1861 renovaverunt.
De kerk is toegankelijk voor het publiek en wordt tijdens de weekenden gebruikt voor het celebreren van missen, opgeluisterd door een gregoriaans koor. De dagelijkse eredienst vindt plaats in een huiskapel.

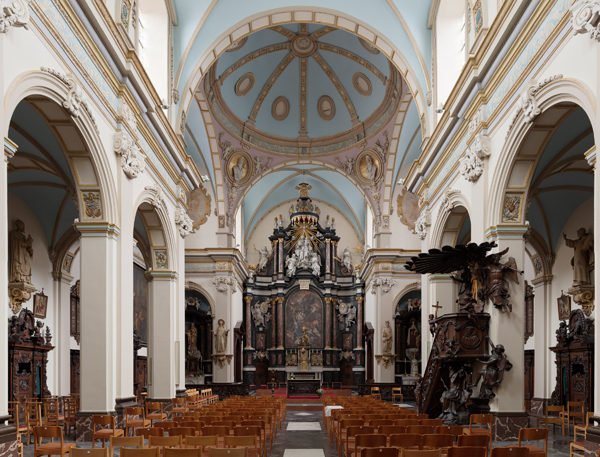
Interieur
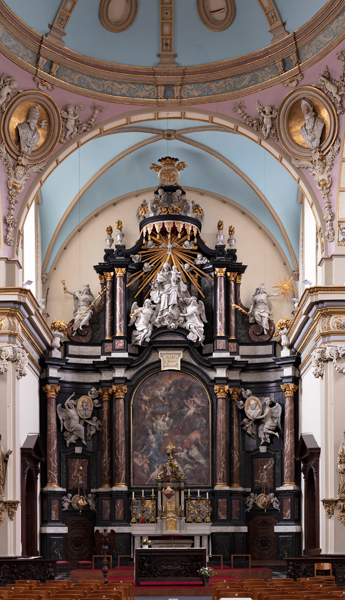
Hoogaltaar
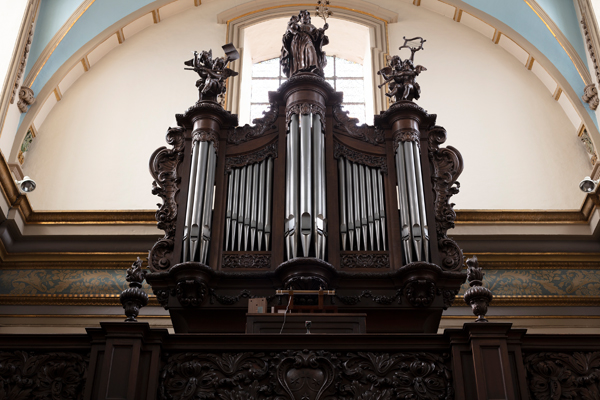
Orgel
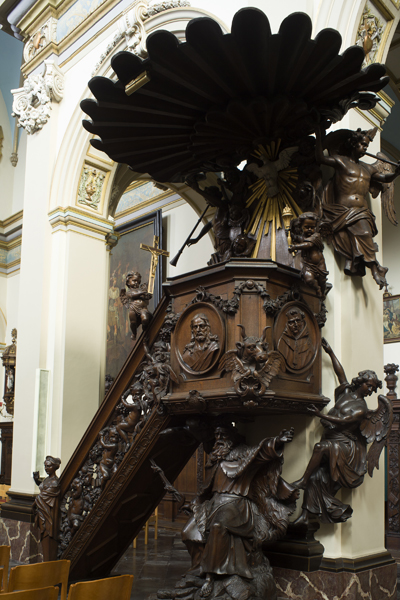
Kansel
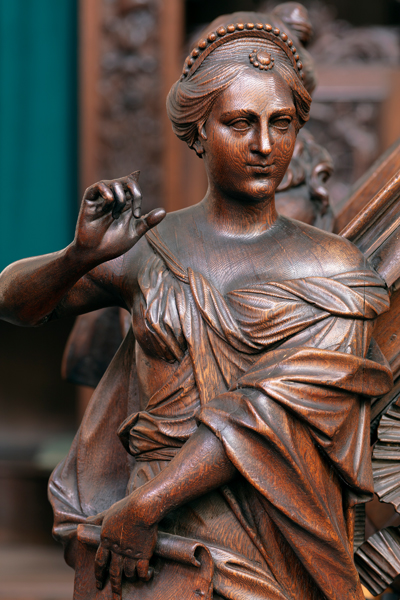
Kansel (detail)